# 코크란 (단체)
코크란(Cochrane)은 보건의료에서의 의사 결정을 위한 근거들을 체계적으로 제공하여 근거중심의학을 지향하는 비영리 민간 단체인 글로벌 커뮤니티이다. 단체의 이름은 영국의 의사인 아치 코크란의 이름에서 유래하였다.

## 역사
1992년 10월 영국 국가보건서비스(NHS)의 연구 개발 프로그램의 일환으로 코크란 센터가 설립되었고, 이안 찰머스가 초대 수장을 맡는다.
1993년 뉴욕과학아카데미의 컨퍼런스 《Doing More Good Than Harm》에서 세계적인 네트워크의 필요성이 제기되었다.
이에 따라 코크란 연합(The Cochrane Collaboration)의 창설이 진행된다.
1993년 3월 코크란 센터의 이름을 영국 코크란 센터로 고치고, 그해 10월 노르웨이에 스칸디나비아 코크란 센터가 창설된다.
이후 1993년 11월 9개국 77명의 참가자들이 모여 코크란 연합을 결성한다.
1994년 체계적 문헌고찰에 관한 코크란 데이터베이스(The Cochrane Database of Systematic Reviews)를 출시하였다.
1996년 4월 코크란 라이브러리(Cochrane Library) 데이터베이스를 출시하였다.
1998년 근거중심의학을 위해 의료경제학 분야의 근거를 제공하는 코크란 경제 방법론 그룹(Cochrane Economics Methods Group)을 출시하였고, 2004년 캠벨 연합과 협력하여 캠밸 & 코크란 경제 방법론 그룹을 출시하였다. 또한 1998년 코크란 라이브러리를 온라인 서비스로 전환하였다.

## 서비스
체계적 문헌고찰에 관한 코크란 데이터베이스(CDSR), 코크란 라이브러리 등의 서비스를 제공한다.
코크란 데이터베이스는 코크란 리뷰(Cochrane Reviews)와 프로토콜, 사설과 보조 자료를 제공한다. 코크란 리뷰는 특정 연구 주에 대하여 이루어진 다양한 연구 결과를 담은 논문들을 분석하여 이를 체계화하는데 주 목적을 둔다.
총 8개의 분야로 나누어 각 영역의 전문가들이 코크란 리뷰 작성에 참여하고 있다.
코크란 라이브러리는 코크란 리뷰와 외부에서 수집된 체계적 문헌고찰 등 6개의 데이터베이스에 대한 검색과 5,000개 이상의 코크란 리뷰를 제공하는 서비스이다.
와일리 출판사에서 서비스를 제공하고 있다.

## 의의
코크란은 130개 이상 국가의 10,000명의 전문가, 28,000명 이상의 자원봉사자들과 함께 운영되고 있다.
코크란은 코크란 리뷰와 코크란 라이브러리를 통하여 의료 전문가와 환자, 정책 결정자 등이 근거중심의학에 따른 선택을 할 수 있도록 도와준다.
다양한 임상진료지침과 WHO 등 국제 기구의 정책에 코크란 리뷰의 내용이 반영되었다.

## 비판
2018년 코크란은 코크란 연합의 공동 창립자이자 스칸디나비아 센터의 수장이었던 피터 괴체를 퇴출하기로 결정하였다. 괴체는 코크란이 "상업적이고 산업 친화적인" 모습으로 변해가고 있다고 비판하였다.

## 리뷰 메니저
코크란 리뷰 메니저(Cochrane Review Manager)인 RevMan은 코크란에서 제공하는 무료 메타분석 프로그램이다. MS,Linux,Mac 운영체제를 지원한다.

## 같이 보기
- 근거중심의학
- 체계적 문헌고찰
- 메타분석
- MSD 매뉴얼